# 3 (album d'Omnia)
Pour les articles homonymes, voir 3 (homonymie).
Albums de Omnia
Sine missione
(2002) Crone of War
(2004)
3, est un EP du groupe néocelte Omnia, sorti en 2003. Cet album introduit de nouveaux instruments pour le groupe, dont la harpe celtique, le bouzouki et le slideridoo.

## Liste des titres
1. Dúlamán
2. Bran
3. Cooley's Mandroby
4. Get the halfling!